# Miss Mundo 1972
Miss Mundo 1972 foi a 22ª edição do concurso de beleza feminino de Miss Mundo. O certame idealizado pelo presidente da Mecca Leisure Group, Eric Douglas Morley, foi realizado no dia 1 de dezembro de 1972. Tendo como palco o Royal Albert Hall, o concurso reuniu cinquenta e três (53) candidatas - três a menos que no ano anterior - de diferentes países. A vencedora do certame foi representante da Austrália, Belinda Green, coroada por Julia Morley, devido a ausência de sua antecessora, Miss Mundo 1971, Lúcia Petterle.

## Concurso

### 22ª Edição
Julia Morley continuou a liderar a organização do concurso com seu marido, Eric. Ela queria dar outro foco e significado ao concurso de beleza para aplacar a ira das feministas, que pediram a suspensão do concurso por vários anos. No mês de agosto daquele ano, durante sua presença no concurso que elegeu a representante dos Estados Unidos para o Miss Mundo, Julia usou a frase "Beleza com Propósito", que se tornou o slogan do concurso a partir daquele momento. Deve-se notar que, desde os anos 50, Eric Morley já havia começado a doar o valor arrecadado com os ingressos da noite final para causas beneficentes, e isso se intensificou nos anos 60, quando ele se uniu ao Variety Club da Grã-Bretanha para contribuir com instituições de caridade para crianças.
Em 1972, a organização tinha 68 diretores nacionais registrados em todo o planeta. Botsuana e Singapura estrearam este ano, enquanto Honduras retornou após quatro anos de ausência. No entanto, três países (Gâmbia, Grenada e Uganda) desistiram de continuar enviando suas candidata para o evento londrino. Os 65 dos 68 países franqueados mostraram interesse em enviar seus representantes naquele ano, mas o Peru, como nos anos anteriores, não designou nenhuma candidata, e as competições em Trinidad e Tobago e Guiana foram canceladas, neste último devido à morte de seu diretor nacional. A organização do Miss Itália perdeu a franquia, mas uma agência que tinha o direito de enviar representante ao Miss Universo no ano anterior, obteve as do Miss Mundo naquele ano. Inicialmente, eles registraram Antonella Barci, mas, por razões desconhecidas, foi substituída por Laura Romano. Em 31 de outubro, foi relatado que, devido aos ataques terroristas contra a delegação israelense durante as Olimpíadas de Munique, a candidato de Israel teria medidas de alta segurança que incluíam dois guarda-costas armados.
Vale ressaltar que quando Miss Israel desceu do avião, foi recebida por dois inspetores da polícia, dois sargentos, três xerifes, oito guardas vestidos com roupas civis, um chefe de segurança do aeroporto e, é claro, um representante da empresa organizadora do concurso. Duas participantes desistiram porque seus diretores não obteve recursos financeiros necessários para enviá-las a cidade anfitriã: elas eram da Nigéria (Victoria Bamidele) e da Tunísia (Selma Feki). Por outro lado, uma terceira participante, do Líbano (Odette Naim), não foi enviada por medo de represálias terroristas, então este ano não houve representação árabe no concurso. Nos dias anteriores à final, o jornal Daily Mirror organizou outro concurso no qual os leitores tinham que escolher quais eram as melhores fotos das candidatas e explicar as razões pelas quais essas fotos eram suas favoritas. Seriam escolhidos quatro vencedores que ganhariam ingressos para a final, eram levados para o teatro de limusine, ficavam em um hotel cinco estrelas e almoçavam com a nova eleita.
Essa edição foi realizada bem tardiamente, entre os dias 22 de novembro a 1 de dezembro, sendo a primeira vez na história que a final foi realizada no último mês do ano. No entanto, em agosto, foi planejado que a edição do próximo ano fosse realizada a bordo do navio "Queen Elizabeth II", que começou a operar em 1969. O evento ocorreria durante o cruzeiro pelo Caribe em novembro de 1973, mas isso não aconteceu. O evento decidiu mudar a coroa em 1972, já que a tiara de ouro não era muito apreciada pelas rainhas e pelos críticos. Foi a British Steel Corporation que conquistou os direitos de fabricar a nova coroa e foi apresentada à mídia no domingo, 12 de novembro no Lyceum Theatre sendo usado pela Miss Reino Unido, Jenny McAdam. A coroa era feita de aço inoxidável, pesava 2 kg e foi avaliada em £1.500 libras. A corporação também projetou a camada feita do mesmo material e que incluía estrelas em ascensão e luas. Mas a coroa e o manto eram tão pesados e tão desconfortáveis que, no final, foram descartadas. Outra mudança que o concurso teve neste ano foi o aumento do prêmio para a vencedora e as demais finalistas, £3.000 como prêmio. As outras quatro finalistas receberiam 1.000, 500, 250 e 150 libras, respectivamente, enquanto as classificadas entre o sexto e sétimo lugares ganhariam 100 libras cada. Para o resto das 15 semifinalistas, também haveria um prêmio: todas receberiam 50 libras pelo fato de chegar às semifinais.

### Miss Mundo 1971
Em 29 de novembro, foi noticiado que a brasileira eleita Miss Mundo 1971, Lúcia Petterle, não chegaria a Londres para coroar sua sucessora devido a uma fratura do braço esquerdo após uma queda enquanto gravava um programa de televisão dois meses antes. Ela disse em sua casa no Rio de Janeiro que "os raios X mostram que minha fratura não foi curada o suficiente para remover o gesso, e o médico me disse que o clima frio de Londres não seria bom para isso", disse Petterle a imprensa brasileira. Oficiais da organização do evento criticaram a Miss, acusando-a de não desempenhar as funções esperadas de uma Miss Mundo. Mas Petterle negou a assinatura de qualquer contrato. Ela disse que teria assinado o contrato e teria tirado um ano da faculdade de medicina se as condições fossem suficientes para a quantidade de trabalho esperado dela. "Depois de ganhar o título, eles me trataram como uma boneca", disse ela, "não importa o quanto você esteja disposto, você não pode sorrir 24 horas por dia". Enquanto isso, uma porta-voz do certame disse que "passou 20 dias aqui e depois foi para casa e não voltou. Ela ignorou os convites para participar do concurso deste ano. Enviamos muitas mensagens pedindo que ela voltasse para a coroação, mas ela não respondeu a nenhuma delas. Nós poderíamos tentar conseguir que uma pessoa de destaque ou que um jurado tomasse o lugar dela, mas estávamos muito ansiosos que fosse a Miss Brasil." Não há nenhum problema com a própria coroa, no entanto. "É como as jóias da coroa", disse o porta-voz. "A rainha não guarda. Ele fica guardada nos 12 meses seguintes".

### Jurados, Miss Panamá e coroa quebrada
Na quinta-feira, dia 30 de novembro, as competidoras receberam uma visita dos jurados durante os ensaios, que pela primeira vez conversaram com elas para conhecê-las um pouco melhor antes da final. Isso foi para evitar escolher uma garota que realmente não quisesse cumprir seus compromissos como Miss Mundo e que prejudicasse a organização. Uma estudante universitária de 19 anos, apareceu inesperadamente no Royal Albert Hall e foi recebida no aeroporto por membros do consulado do Panamá. Mas os organizadores disseram que não podiam aceitá-la porque ela chegou tarde demais e eles estavam em pleno ensaio geral. E que, se a aceitassem, teriam que regravar completamente o programa da BBC, porque uma garota adicional mudaria toda a ordem da apresentação. "Ela deveria ter chegado no sábado para se qualificar para o concurso", disse Julia Morley. Chorando, a jovem panamenha disse que gastou mais de US$1.400 em seu guarda-roupa para o concurso e acrescentou que "ninguém me disse que o concurso era nesta semana". Candidatas de outros cinco países também não atingiram o prazo estabelecido, elas eram: Miss Colômbia (Martha Lucía Cardozo Cruz), Miss Coreia (Kum-ok Jung), de Luxemburgo (Lydia Maes), Sri Lanca (Damayanthi Gunewardena) e Dinamarca (Marianne Schmidt). No ensaio final, Miss Austrália, Belinda Green, foi coroada. No momento da coroação, no ensaio, a coroa de ouro foi derrubada e quebrada. Eric Morley quase teve um ataque cardíaco e teve que procurar com urgência a coroa que foi usada para coroar Miss Reino Unido, a famosa coroa azul que, curiosamente, é a mesma que é usada atualmente.

### Miss Hong Kong era transgênero
A Mecca Promotions, organizadora do concurso de beleza, estava investigando as alegações de que uma das concorrentes deste ano, de Hong Kong (Mei-Lin Gay, 24 anos), havia sido submetida a uma operação de mudança de sexo. Um jornal londrino noticiou no domingo, 10 de dezembro de 1972, que um homem que não queria ser identificado, disse que "ela" havia sido registrada como menino desde o nascimento. Segundo o homem, durante a adolescência, o garoto fez vários tratamentos médicos que incluíam hormônios femininos e depois "ela" começou a trabalhar como modelo. Também foi descoberto que não morava em Kowloon como ela havia dito, mas residia em Londres, onde trabalhava em um salão de massagens. A história também mencionou o senhor Neil Toland, gerente de uma agência de modelos britânica, que disse que na certidão de nascimento original de Mei-Lin ela aparecia como menino, mas depois foi mudada para aparecer como uma "garota". Ele disse que começou a suspeitar quando ele e outros modelos que trabalharam com ela notaram que seu comportamento não era muito feminino. Julia Morley prometeu ao jornal "The News of the World" que investigaria profundamente esse caso. No entanto, o resultado desta pesquisa nunca foi conhecido, mas, se fosse verdade, ela foi a primeira transexual a participar de um dos dois principais concursos de beleza do planeta. A segunda foi a espanhola Angela Ponce no Miss Universo 2018.

### Noite final
Às 21h25, a transmissão do concurso começou na BBC One por 65 minutos ininterruptos, começando com a abertura pré-gravada com os dançarinos de Johnny Greenland, as vozes dos Mike Sammes Singers e a apresentação das 53 participantes em seus trajes nacionais. Após o vídeo pré-gravado, a transmissão ao vivo começou no Royal Albert Hall com o mestre de cerimônias Michael Aspel, que se preparou para apresentar a banca de jurados. Deve-se notar que este ano a transmissão não foi ao vivo, mas com 5 minutos de atraso, porque a BBC não quis arriscar nenhum problema como aconteceu em 1970. Depois de apresentar os juízes, foram chamadas as 15 semifinalistas, que desfilaram individualmente em suas vestidos de noite, enquanto Terry Wogan ofereceu dados pessoais de cada uma delas.
Então, Terry Wogan passou a apresentar as semifinalistas em seu desfile de maiô com comentários de Michael Aspel. Após o desfile individual em trajes de banho das 15 semifinalistas, as meninas posaram em grupos e se voltaram para os jurados, que escolheram as sete finalistas. Ao mesmo tempo que elas eram chamadas, eram também entrevistadas brevemente, foram elas: Miss Austrália, Miss Áustria, Miss Finlândia, Miss Índia, Israel, Noruega e Miss Reino Unido. A apresentação que entreteve o público ficou a cargo dos dançarinos de Johnny Greenland com a atriz Isobel Hurll, que encantou o público com uma coreografia maravilhosa.
Michael Aspel convocou o senhor James do Variety Club para a cerimônia de premiação (Alan B. Fairley se aposentou naquele ano) e Eric Morley para anunciar o resultado em ordem inversa. Enquanto isso, as sete finalistas aguardavam ansiosamente o veredicto do júri nos bastidores. O resultado final foi o seguinte: na quinta posição, a indiana Malathi Basappa; na quarta posição, a austríaca Uschi Pacher; em terceiro a israelense Hanna Urdan. Em segundo lugar e vice-campeã, a candidata norueguesa, Ingeborg Marie Sorensen. Todas receberam coroas nos bastidores e seus troféus de prata foram entregues no palco. Eles ganharam como prêmio cheques de 150, 250, 500 e 1.000 libras, respectivamente. Nos bastidores, três favoritas da coroa estavam esperando: Austrália, Finlândia e Reino Unido.
Então Eric anunciou que a Miss World 1972 era... Miss Austrália! Belinda Lynette Roma Green, uma loira de olhos azuis, 20 anos, um metro e oitenta de altura, 53 kg e medidas 34-24-34, recebeu a faixa nos bastidores e saiu para sentar-se em seu trono enquanto dois assistentes colocaram o manto e Julia Morley colocou a coroa em suas têmporas. Depois disso, um assistente substituiu o troféu de prata que James havia dado à nova rainha, pelo cetro de ouro. Belinda, que recebeu como prêmio um cheque de £3.000 e a oportunidade de gerar 50 mil libras a mais em publicidade e apresentações pessoais durante seu ano de reinado, era uma modelo fotográfica que queria ter sucesso em sua carreira e que gostava de pintar. "Eu não achava que ia ganhar", disse ela após ser coroada. Uma piscada alegre, um grande sorriso e um gesto amigável distinguiram a nova eleita das vencedoras dos concursos de beleza, que costumam chorar.
Após as fotos usuais, as candidatas e a grande campeã foram ao Lyceum, onde o baile de coroação costumeiro foi realizado e onde Eric Morley entregou os prêmios correspondentes as finalistas do sexto e sétimo lugar, do Reino Unido e da Finlândia, que receberam um troféu de prata e um cheque de 100 libras esterlinas. Ele também deu cheques de 50 libras para cada uma das semifinalistas restantes e também o grande cheque a vencedora. Anos depois, Miss México confessou que nunca recebeu esse prêmio, embora fosse uma das semifinalistas.
Aproximadamente 23.750.000 espectadores assistiram ao programa através das telas da BBC One, tornando-o um dos programas mais assistidos na TV britânica. O concurso também foi transmitido para partes da Europa, EUA, Austrália e Nova Zelândia. Em 8 de dezembro, Belinda Green teve que viajar para os Estados Unidos para participar da USU Tour com Bob Hope, mas não pôde embarcar no avião porque não tinha visto americano. Depois de tirar o visto, ela conseguiu viajar para solo americano e de lá viajou com Hope, Miss Noruega e um grupo de artistas e rainhas da beleza para a ilha de Shemya, no Alasca, e de lá para o Japão, Coreia do Sul, Tailândia, Singapura, Filipinas, Vietnã do Sul e Guão, antes de retornar a Los Angeles em 30 de dezembro. Bob Hope disse que essa seria a última turnê e esperava que a Guerra do Vietnã terminasse antes que seu grupo chegasse àquele país. Belinda cumpriu com sucesso seu reinado como Miss Mundo e viajou pelo mundo inteiro.

### Campeã
Belinda Lynette Roma Green nasceu em Sydney, Austrália, em 4 de maio de 1952. Quando criança, ela morou com sua mãe Gwendolyn Green em Nelson Bay, Nova Gales do Sul. Aos sete anos, ela foi separada do pai. Ela tinha um irmão, Ronald, e duas irmãs, Julie e Jenny. Ela perdeu o pai aos 13 anos. Conhecida por sua família como "Linnie", se formou como contadora, mas se dedicou à modelagem. Mais tarde, trabalhou como modelo em Melbourne, onde conheceu a artista Daryl Brown, 22, com quem iniciou um curto namoro e, em 1970, viveu por um tempo em Hobart, Tasmânia. Depois de passar a coroa à sua sucessora, em 1973, voltou para Sydney, onde trabalhou como modelo e se preparava para se tornar consultora de relações públicas. Em 1975, participou como convidada do 25º aniversário do concurso em Londres.
Se casou com o apresentador de televisão John Singleton em julho de 1981. Alguns meses depois, eles fizeram planos para Belinda engravidar e sua primeira filha, Jessie, foi concebida em novembro. Green diz que eles passaram por "uma cerimônia de noivado espiritual" enquanto esperavam o divórcio de Singleton de sua segunda esposa Maggi e depois se casaram após a chegada de Jessie, que nasceu em 30 de agosto de 1982. Sua segunda filha, Sally, nasceu em 19 de outubro de 1984. Separou-se de seu marido em 1988. Em 1989, Belinda foi contratada como comentarista de rádio por dois meses, trabalhou como colunista da revista New Idea escrevendo uma coluna quinzenal sobre beleza e aparecia regularmente no Midday Show transmitido em uma rede de televisão comercial. Também fez comerciais de vitaminas, projeto de venda de terrenos, presença em compromissos ocasionais de conferências e apresentou um programa de televisão regional por um ano em 1992. Mais tarde, Belinda conheceu Neville James Browne em maio de 1993, em novembro começaram a morar juntos e em 18 de dezembro do mesmo ano se casaram. Eles se separaram em 1º de janeiro de 1997 e não tiveram filhos.
Foi jurada do concurso Miss Mundo Austrália em 2004 e coroou a nova rainha australiana. No ano seguinte, ela foi homenageada no mesmo concurso. A mudança para o campo com seu novo marido, Steve Mason, com quem ela se casou em 2012, foi a realização desse sonho de infância de viver na selva, cercado por animais. Belinda encontrou um novo significado na vida quando conheceu o veterinário Dr. Howard Ralph, um homem com uma extraordinária devoção por salvar animais nativos. Ela decidiu estudar medicina veterinária e foi empregada na clínica do Dr. Ralph. Assim começou a nova vida da antiga rainha da beleza cuidando da vida selvagem, com um amor especial por Canguru e Wallaru. Ao longo dos anos, ela cuidou de centenas deles. Ela criou muitos até a idade adulta e os devolveu à natureza. Atualmente, ela trabalha salvando animais feridos e em necessidades em uma clínica veterinária de Cowra, Nova Gales do Sul.

### Mulher Maravilha

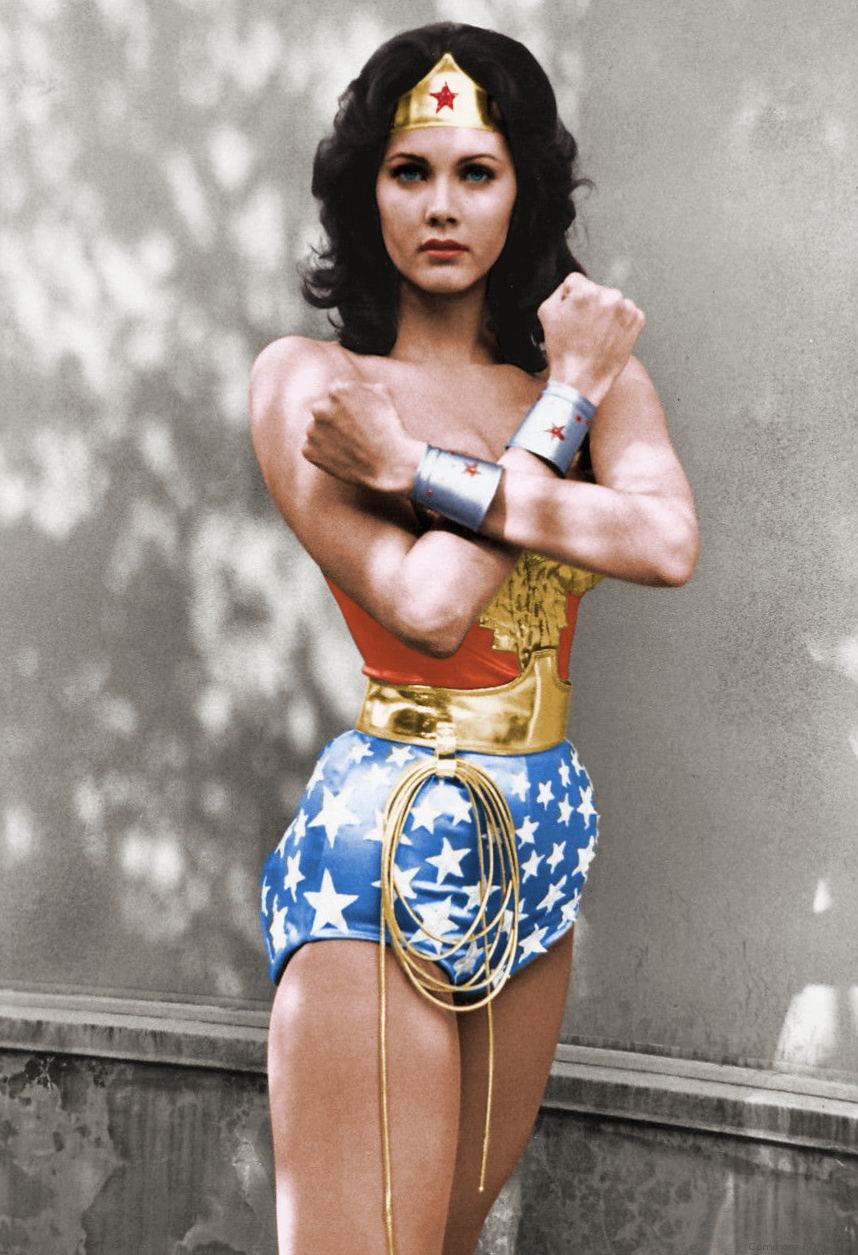
Na foto, Lynda Carter como Mulher Maravilha em 1976.

Lynda Jean Carter nasceu em 24 de julho de 1951 em Phoenix, Arizona. Seus pais eram Colby Carter, um americano de descendência irlandesa, e sua mãe Juana Córdova, uma mexicana. Ela tinha um irmão e uma irmã, Vincent e Pamela. Na adolescência, integrou várias bandas musicais. Ela estudou no Arizona State University, mas deixou os estudos para se interessar por música, que era sua paixão. Em 1970, ela se juntou ao grupo "The Garfin Gathering" em Nevada. Ela deixou o grupo em 1972 e retornou ao Arizona, procurando se tornar atriz. Ela venceu a competição estadual e, posteriormente, o "Miss Mundo Estados Unidos 1972" em 1º de setembro daquele ano. Ela foi para o Miss Mundo em Londres, onde conseguiu ser uma das 15 semifinalistas.
Após sua participação no certame, fez aulas de teatro em várias escolas de Nova York e começou a aparecer em séries de televisão, sendo sua estreia na série policial "Nakia" em 1974. Ela também fez alguns papéis em séries de TV como "Starsky and Hutch" e "Cos" e em filmes, incluindo "Bobbie Jo and the Outlaw" (1976). Ela interpretou a Mulher Maravilha em três temporadas que foram ao ar entre 1975 e 1979, o que lhe deu fama. Ela assinou um contrato com a empresa de cosméticos Maybelline em 1977 e em 1978 foi escolhida "a mulher mais bonita do mundo" pela Academia Internacional de Beleza e pela British Press Association. Mais tarde, dedicou-se ao canto e, nos anos 80, teve vários especiais musicais na TV. Em meados dos anos 90, ela confessou ser viciada em álcool e teve que entrar em uma clínica para se reabilitar. Entre os anos 90 e o início dos anos 2000, fez cinema, teatro, comédias e participou de séries de televisão, voltando a atuar. Lynda se casou duas vezes. Primeiro com o agente de talentos Ron Samuels entre 1977 e 1982. Em 1984 ela se casou pela segunda vez, desta vez com o advogado Robert A. Altman. Ela teve dois filhos, James (nascido em 1988) e Jessica (1990). Em 2018, ela foi reconhecida com uma estrela na Calçada da Fama de Hollywood. Atualmente vive em Potomac, Maryland.

## Resultados
| Posição                 | País e Candidata |
| Vencedora               | - Austrália - Belinda Green |
| 2º. Lugar               | - Noruega - Ingeborg Sørensen |
| 3º. Lugar               | - Israel - Hanna Urdan |
| 4º. Lugar               | - Áustria - Ursula Pacher |
| 5º. Lugar               | - Índia - Malathi Basappa |
| 6º. Lugar               | - Finlândia - Anneli Björkling |
| 7º. Lugar               | - Reino Unido - Jennifer McAdam |
| (TOP 15) Semifinalistas | - África do Sul - Stephanie Reinecke - Estados Unidos - Lynda Carter - Filipinas - Evangeline Reyes - Guão - Marylou Pangelinan - Iugoslávia - Biljana Ristić - México - Gloría López - Seicheles - Jane Stravens - Tailândia - Jintana Jitsophon |

     Colocação não-oficial, revelada posteriormente ao final do evento.

## Jurados
Ajudaram a definir a campeã:
1. Peter Sellers, ator;
2. Peter Dimmock, executivo da BBC;
3. Beatrix Miller, editora-chefe da Vogue UK;
4. Konthi Suphamongkhon, embaixador da Tailândia no Reino Unido;
5. Maria Joyce Tachie-Menson, esposa do embaixador de Gana no Reino Unido;
6. David Hemery, atleta e campeão olímpico;
7. Eva Rueber-Staier, Miss Mundo 1969;
8. Alicia Markova, bailarina;
9. David Bailey, fotógrafo;

## Candidatas
Disputaram o título este ano:
| - África do Sul - Stephanie Elizabeth Reinecke - Alemanha - Heidemarie Renate Weber - Argentina - Olga Edith Cognini Ferrer - Aruba - Sandra Werleman - Austrália - Belinda Lynette Roma Green - Áustria - Ursula Pacher - Bahamas - Heather Cleare - Bélgica - Anne-Marie Roger - Bermudas - Helen Brown - Botsuana - Agnes Motswere Letsebe - Brasil - Ângela Maria Favi - Canadá - Bonny Brady - Costa Rica - María Victoria Ross González - Equador - Patricia Ximena Falconí Orozco - Espanha - María del Rocío Martín Madrigal - Estados Unidos - Lynda Jean Córdoba Carter - Filipinas - Evangeline Rosales Reyes - Finlândia - Tuula Anneli Björkling - França - Claudine Cassereau - Gibraltar - Rosemarie Vivian Catania - Grécia - Heleni Lykissa - Guão - Maria Louise "Marylou" Pangelinan - Holanda - Monique Borgeld - Honduras - Doris Janeth Van Tuyl - Hong Kong - Gay Mei-Lin - Índia - Malathi Basappa - Irlanda - Pauline Theresa Fitzsimons | - Islândia - Rosa Helgadóttir - Israel - Hanna Urdan - Itália - Laura Romano - Iugoslávia - Biljana Ristić - Jamaica - Gail Geraldeen Phillips - Japão - Akiko Kajitani - Libéria - Cecelia Armena King - Malásia - Janet Mok Swee Chin - Malta - Jane Attard - Maurício - Marie Ange Bestel - México - Gloria Leticia Gutiérrez López - Noruega - Ingeborg Marie Sørensen - Nova Zelândia - Kristine Dayle Allan - Paraguai - Rosa Angélica Mussi - Porto Rico - Ana Nisi Goyco - Portugal - Ana Maria Helena Castro Marques - Reino Unido - Jennifer Mary McAdam - República Dominicana - Teresa Espaillat - Seicheles - Jane Edna Stravens - Singapura - Rosalind Lee Eng Neo - Suécia - Rita Rudolfsson Bengtsson - Suíça - Astrid Vollenweider - Sul da África - Cynthia Shange - Tailândia - Jintana Jitsophon - Turquia - Feyzal Kibarer - Venezuela - Amalia del Carmen Heller Gómez |

## Histórico

### Substituições
- Espanha - María del Carmen Castañón ► María del Rocío Madrigal
- França - Chantal de Lamotte ► Claudine Cassereau
- Itália - Antonella Barci ► Laura Romano
- República Dominicana - Ivonne Butler ► Teresa Espaillat

### Desistências
- Chipre - Maria Koutrouza
- Coreia do Sul - Chung Keum-ok
- Colômbia - Martha Lucía Cardozo Cruz
- Dinamarca - Marianne Schmidt
- Líbano - Odette Naim
- Luxemburgo - Lydia Maes
- Nicarágua - Connie Anne Ballantyne Sequeira
- Nigéria - Victoria Bamidele
- Panamá - Regina Melgar de Garcia
- Sri Lanca - Damayanthi Gunewardena
- Tunísia - Selma Feki
- Uruguai - Chriostina Moller